# Pseudococcus anestios
Pseudococcus anestios är en insektsart som beskrevs av Williams 1985. Pseudococcus anestios ingår i släktet Pseudococcus och familjen ullsköldlöss. Inga underarter finns listade i Catalogue of Life.